# Pyramidobela ochrolepra
Pyramidobela ochrolepra is een vlinder uit de familie van de sikkelmotten (Oecophoridae). De wetenschappelijke naam van de soort is voor het eerst geldig gepubliceerd in 1973 door Powell.